# ロシア大百科事典
ロシア大百科事典（ロシアだいひゃっかじてん、ロシア語: Большая российская энциклопедия, БРЭ、Bol'shaya rossiyskaya enciklopediya）は、ロシア科学アカデミーの後援で2004年より発刊されている大部の百科事典。全35巻。同アカデミー会長のユーリ・オシポフが編集主任をつとめ、ヴィタリー・ギンツブルク、ジョレス・アルフョーロフなど80人のアカデミー会員が参加している。